# Edéa
Edéa – miasto w Kamerunie, położone nad rzeką Sanaga w Regionie Nadmorskim. Stolica departamentu Sanaga-Maritime. Liczy około 218 tys. mieszkańców.
Ośrodek handlu i przemysłu metalowego, papierniczego i drzewnego, przetwórstwo boksytów.